# Dasychira sciodes
Dasychira sciodes är en fjärilsart som beskrevs av Collenette 1961. Dasychira sciodes ingår i släktet Dasychira och familjen tofsspinnare. Inga underarter finns listade i Catalogue of Life.